# Agostino Molino
Agostino Molino (Mollia, circa 1794 – Torino, 7 febbraio 1871) è stato un politico italiano.

## Biografia
Fu Deputato del Regno di Sardegna nella I legislatura, eletto nel collegio di Borgosesia.
Originario di Mollia, in Valsesia, dove fare costruire in occasione del matrimonio della figlia Palmira con il barone Giovanni Battista Andreis, una villa ancora oggi conosciuta come “villa Andreis” in stile neogotico alpino. 
Industriale, fu il primo a introdurre in Piemonte la macchina della fabbricazione della carta senza fine, presso la propria cartiera di Borgosesia.
Dopo la sua morte, il suo cospicuo patrimonio venne ereditato dalla figlia la baronessa Palmira Andreis, che vendette la cartiera nel 1880.